# FIA Motorsport Games
A FIA Motorsport Games é um evento de esporte a motor bienal administrado pela Federação Internacional do Automóvel (FIA). Ela inclui competições de múltiplas disciplinas do esporte a motor e tem inscrições feita pelas associações nacionais para representar cada um de seus países. Cada competição agracia medalhas de ouro, prata e bronze, nas quais contribuem para um quadro de medalhas que define o país que ganha o evento.

## História
O primeiro evento ocorreu em 2019, no Circuito de Vallelunga, na Itália, sendo vencida pela Rússia.
A edição de 2020 foi adiada para 2021 e 2022, devido a pandemia de COVID-19. Em 6 de agosto de 2021, a FIA anunciou que o próximo evento seria sediado em Paul Ricard, na França, acontecendo em 29 e 30 de outubro de 2022. A última campeã, Rússia, havia sido banida de participar dessa edição, devido a invasão da Ucrânia.
Da segunda edição em diante, a FIA Motorsport Games aconteceria bi-anualmente, ao invés das edições anuais até então. A próxima edição está marcada para 2026, sem local definido.

## Disciplinas e competições
Há dezesseis competições (categorias) de nova disciplinas do esporte a motor incluídas no programa a alguma altura da história do evento.
| Disciplina      | Disciplina     | Competição                | Anos             |
| --------------- | -------------- | ------------------------- | ---------------- |
| Circuito        | Fórmula        | Fórmula 4                 | 2019, 2022, 2024 |
| Circuito        | Carros Esporte | GT3 - Revezamento         | 2019, 2022, 2024 |
| Circuito        | Carros Esporte | GT3 - Sprint              | 2022, 2024       |
| Circuito        | Carros Esporte | Ferrari Challenge         | 2024             |
| Circuito        | Turismo        | TCR                       | 2019, 2022, 2024 |
| Drift           | Drift          |                           | 2019, 2022, 2024 |
| Rali            | Rali           | Grupo Histórico           | 2022, 2024       |
| Rali            | Rali           | Grupo Histórico - Terra   | 2024             |
| Rali            | Rali           | Grupo Histórico - Asfalto | 2024             |
| Rali            | Rali           | Grupo Rally2              | 2022, 2024       |
| Rali            | Rali           | Grupo Rally2 - Terra      | 2024             |
| Rali            | Rali           | Grupo Rally2 - Asfalto    | 2024             |
| Rali            | Rali           | Grupo Rally4              | 2022, 2024       |
| Rali            | Rali           | Grupo Rally4 - Terra      | 2024             |
| Rali            | Rali           | Grupo Rally4 - Asfalto    | 2024             |
| Off-road        | Autocross      | Cross car Junior          | 2022, 2024       |
| Off-road        | Autocross      | Cross car Senior          | 2022, 2024       |
| Off-road        | Autocross      | Cross car Mini            | 2024             |
| Karting         | Karting        | Karting Endurance         | 2022, 2024       |
| Karting         | Karting        | Karting Junior            | 2022, 2024       |
| Karting         | Karting        | Karting Senior            | 2022, 2024       |
| Karting         | Karting        | Karting Mini              | 2024             |
| Electric Street | Autoslalom     | Auto Slalom               | 2022, 2024       |
| Electric Street | Autoslalom     | Karting Slalom            | 2019, 2022, 2024 |
| Esports         | Esports        | Esports GT                | 2019, 2022, 2024 |
| Esports         | Esports        | Esports F4                | 2024             |

## Quadro de medalhas geral
| No. | Nação         | Ouro | Prata | Bronze | Total | Jogos Disputados |
| --- | ------------- | ---- | ----- | ------ | ----- | ---------------- |
| 1   | Itália        | 4    | 1     | 1      | 6     | 2                |
| 2   | Países Baixos | 3    | 1     | 0      | 4     | 2                |
| 3   | França        | 3    | 0     | 0      | 3     | 2                |
| 4   | Bélgica       | 2    | 3     | 2      | 7     | 2                |
| 5   | Alemanha      | 2    | 2     | 0      | 4     | 2                |
| 6   | Austrália     | 2    | 0     | 1      | 3     | 2                |
| 7   | Rússia        | 1    | 0     | 2      | 3     | 1                |
| 8   | Reino Unido   | 1    | 0     | 1      | 2     | 2                |
| 9   | Peru          | 1    | 0     | 0      | 1     | 1                |
| 10  | Japão         | 1    | 0     | 0      | 1     | 2                |
| 11  | Letónia       | 1    | 0     | 0      | 1     | 2                |
| 12  | Ucrânia       | 1    | 0     | 0      | 1     | 2                |
| 13  | Espanha       | 0    | 4     | 4      | 8     | 2                |
| 14  | Chéquia       | 0    | 2     | 1      | 3     | 2                |
| 15  | Polónia       | 0    | 1     | 2      | 3     | 2                |
| 16  | Eslováquia    | 0    | 1     | 1      | 2     | 2                |
| 17  | Suécia        | 0    | 1     | 1      | 2     | 2                |
| 18  | Sri Lanka     | 0    | 1     | 0      | 1     | 1                |
| 19  | Brasil        | 0    | 1     | 0      | 1     | 2                |
| 20  | Costa Rica    | 0    | 1     | 0      | 1     | 2                |
| 21  | Canadá        | 0    | 0     | 1      | 1     | 2                |

## Edições da FIA Motorsport Games
| Ano  | Edição | Anfitrião                                   | Data                                        | Local                                                 | Disciplinas                                 | Competidores                                | Competidores                                | Competidores                                | Eventos                                     | Nações                                      | Vencedora                                   |
| Ano  | Edição | Anfitrião                                   | Data                                        | Local                                                 | Disciplinas                                 | Total                                       | Homens                                      | Mulheres                                    | Eventos                                     | Nações                                      | Vencedora                                   |
| ---- | ------ | ------------------------------------------- | ------------------------------------------- | ----------------------------------------------------- | ------------------------------------------- | ------------------------------------------- | ------------------------------------------- | ------------------------------------------- | ------------------------------------------- | ------------------------------------------- | ------------------------------------------- |
| 2019 | I      | Roma                                        | 1–3 Novembro                                | Circuito de Vallelunga, Campagnano di Roma            | 6                                           | 194                                         | 162                                         | 32                                          | 6                                           | 50                                          | Rússia                                      |
| 2020 | -      | Não disputado devido a pandemia de COVID-19 | Não disputado devido a pandemia de COVID-19 | Não disputado devido a pandemia de COVID-19           | Não disputado devido a pandemia de COVID-19 | Não disputado devido a pandemia de COVID-19 | Não disputado devido a pandemia de COVID-19 | Não disputado devido a pandemia de COVID-19 | Não disputado devido a pandemia de COVID-19 | Não disputado devido a pandemia de COVID-19 | Não disputado devido a pandemia de COVID-19 |
| 2021 | -      | Não disputado devido a pandemia de COVID-19 | Não disputado devido a pandemia de COVID-19 | Não disputado devido a pandemia de COVID-19           | Não disputado devido a pandemia de COVID-19 | Não disputado devido a pandemia de COVID-19 | Não disputado devido a pandemia de COVID-19 | Não disputado devido a pandemia de COVID-19 | Não disputado devido a pandemia de COVID-19 | Não disputado devido a pandemia de COVID-19 | Não disputado devido a pandemia de COVID-19 |
| 2022 | II     | Marselha                                    | 26–30 Outubro                               | Circuito Paul Ricard, Le Castellet, Var               | 16                                          | 475                                         | 397                                         | 78                                          | 16                                          | 72                                          | Itália                                      |
| 2024 | III    | Valência                                    | 24–27 Outubro                               | Circuito Ricardo Tormo, Cheste, Comunidade Valenciana | 16                                          | -                                           | -                                           | -                                           | 26                                          | -                                           | Espanha                                     |
| 2026 | IV     | TBC                                         | TBA                                         | TBC                                                   |                                             | -                                           | -                                           | -                                           | -                                           | -                                           | -                                           |